# Mehtiö
Mehtiö eller Mehtiönjärvi är en sjö i Finland. Den ligger i kommunerna Pieksämäki och Rautalampi i landskapen Södra Savolax och Norra Savolax, i den centrala delen av landet, 270 km norr om huvudstaden Helsingfors. Mehtiö ligger 107,7 meter över havet. I omgivningarna runt Mehtiö växer i huvudsak barrskog. Den är 48 meter djup. Arean är 2,49 kvadratkilometer och strandlinjen är 17,15 kilometer lång. Sjön  ingår i Kymmene älvs huvudavrinningsområde. 